# Vincetoxicum linearisepalum
Vincetoxicum linearisepalum là một loài thực vật có hoa trong họ La bố ma. Loài này được (P.T. Li) Liede miêu tả khoa học đầu tiên năm 1996.